# Jan Sedlák (fotbalista)
Jan Sedlák (* 25. října 1994 Vyškov, Česká republika) je český fotbalový obránce, momentálně působící v klubu Ruch Chorzów.

## Klubové statistiky
Aktuální k 1. červenci 2016
| Sezona | Klub                   | Země  | Soutěž         | Zápasy | Góly |
| ------ | ---------------------- | ----- | -------------- | ------ | ---- |
| 13/14  | FC Zbrojovka Brno jun. | Česko | Jun. liga      | 28     | 0    |
|        | FC Zbrojovka Brno      | Česko | Gambrinus liga | 0      | 0    |
| 14/15  | FC Zbrojovka Brno      | Česko | Synot liga     | 1      | 0    |
| 15/16  | MFK OKD Karviná        | Česko | FNL            | 21     | 2    |
| 16/17  | FC Zbrojovka Brno      | Česko | Synot liga     | -      | -    |
|        | CELKEM 1. LIGA         |       |                | -      | -    |